# Heteronotia
Heteronotia är ett släkte av ödlor som ingår i familjen geckoödlor.
Arter enligt Catalogue of Life:
- Heteronotia binoei
- Heteronotia planiceps
- Heteronotia spelea